# Улица Телецентра (Казань)
Улица Телецентра (тат. Телеүзәк урамы, Teleüzäk uramı) — улица в Кировском районе Казани.  

## География
Начинаясь от Самарской улицы, пересекает Глазовскую и Маршрутную улицы, и заканчивается переселением с улицей Можайского. Ближайшие параллельные улицы ― Горьковское шоссе и 40 лет Октября.

## История
Первые строения на улице возникли в конце 1940-х годов. В конце 1950-х — начале 1960-х годов бо́льшая часть улицы была застроена малоэтажными сталинками, а в конце улицы были построены хрущёвки; почти все дома являлись ведомственными. Тогда же, во второй половине 1950-х, улица получила своё современное название по Казанскому телецентру, находящемуся у пересечения с улицей Можайского.
С момента возникновения улица административно относилась к Кировскому району.

## Объекты
- № 2/10, 3, 4, 5/9, 6/9, 7/8, 8/10, 9, 10/6, 11/7, 12, 14, 16/5 — жилые дома порохового завода.[8]

## Транспорт
Общественный транспорт по улице не ходит. Ближайшие остановки общественного транспорта — «Можайского» и «Горьковское шоссе» (автобус) на одноимённых улицах. 